# Claudia Brücken
Claudia Brücken (Berching, Baviera, 7 de dezembro de 1963) é uma cantora alemã, vocalista das bandas de synthpop Propaganda e Act. Desde 1996, tem trabalhado com o ex-membro do OMD, Paul Humphreys, primeiramente sem um nome definido, e desde 2004 como Onetwo. Juntos fundaram a gravadora independente There.

## Propaganda
Em 1982, Brücken uniu-se ao grupo alemão Propaganda e mudou-se para Londres, onde assinaram contrato com a ZTT Records. O Propaganda esteve por duas vezes no UK top 30 hit de singles, com "Dr Mabuse" (1984) e "Duel" (1985). Em 14 de fevereiro de 1985, Brücken casou-se com o jornalista britânico especializado em música Paul Morley, um dos fundadores da ZTT. Em julho do mesmo ano o primeiro álbum do Propaganda, A Secret Wish, foi lançado. Enquanto promoviam o primeiro álbum e promoviam canções para o próximo, tensões internas brotaram dentro do grupo. Isso foi atribuído ao relacionamento entre Brücken and Morley, e um contrato desvantajoso para a banda havia sido assinado com a ZTT. Em 1986 o Propaganda deixou a ZTT, e Brücken deixou o Propaganda para permanecer com a gravadora.

## Act e carreira solo
Ela juntou-se a Thomas Leer para formar o Act, que em 1988 lançou seu único álbum, Laughter, Tears and Rage. Em 1991 Brücken lançou um disco solo, Love: And a Million Other Things, pela Island Records. No Reino Unido dois singles foram lançados: "Absolut(e)", em 1990, e "Kiss Like Ether", in 1991. Durante todo o restante da década de 1990, Brücken concentrou-se somente na maternidade (ela e Paul Morley tiveram uma filha, Maddy) e fez apenas algumas participações em álbuns de outros artistas. Ela conheceu Paul Humphreys (do OMD) em 1996, quando trabalhava em canções para um possível segundo álbum solo. Eles começaram a compor juntos, mas agora vivem e trabalham juntos em Londres.

## Reunião do Propaganda
Em 1998, Brücken integrou uma reunião do Propaganda e eles começaram a trabalhar em um novo material. Muitas faixas foram completadas, incluindo um vídeo. Um pequeno trecho do vídeo foi lançado no álbum oficial da banda em 2000, entretanto, a reunião se desfez e o novo álbum não se materializou, embora nove músicas tenham sido divulgadas na internet. Duas destas foram relançadas depois pelo Onetwo: uma foi "Cloud Nine", co-escrita com Martin Gore, do Depeche Mode, e a outra "Anonymous".

## Anos 2000
No final do ano de 2000, Brücken e Humphreys fizeram uma pequena turnê pelos Estados Unidos chamada Paul Humphreys of OMD: OMD Revisited. O tour iniciou-se em Salt Lake City, e incluia canções do OMD e do Propaganda, e também algumas novas músicas. Já como Onetwo, em junho de 2004 tornaram-se os primeiros artistas a lançarem material novo exclusivamente no eBay, com cinco faixas em formato EP. A estreia ao vivo do Onetwo ocorreu em setembro de 2004 na Carling Academy, em Islington.
Em 2005, a colaboração entre Brücken e o pianista Andrew Poppy resultou no álbum Another Language. Neste álbum eles interpretam canções de outros artistas apenas com arranjos de voz e piano.
Já o álbum de estreia do Onetwo, chamado Instead, foi lançado em 26 de fevereiro de 2007.
Claudia Brücken lançou posteriormente três álbuns: "ComBined"(2011), "The lost are found"(2012) e "Where else"(2014). ComBined reúne material dela com o Propaganda, Act, OneTwo e uma versão de "this is not America", consagrada por David Bowie e Pat Metheny.

## Discografia selecionada
| Lançamento              | Gravadora                 | Artista                             | Título                             | Notas                                          |
| ----------------------- | ------------------------- | ----------------------------------- | ---------------------------------- | ---------------------------------------------- |
| 1985                    | ZTT                       | Propaganda                          | A Secret Wish                      |                                                |
| 1985                    | ZTT                       | Propaganda                          | Wishful Thinking                   | Álbum remix                                    |
| 27 de fevereiro de 1985 | ZTT                       | Glenn Gregory and Claudia Brücken   | "When Your Heart Runs Out Of Time" | single                                         |
| 27 de junho de 1988     | ZTT                       | Act                                 | Laughter, Tears and Rage           |                                                |
| Fevereiro de 1991       | Island Records            | Claudia Brücken                     | Love: And a Million Other Things   |                                                |
| 1991                    | London Records            | Jimmy Somerville                    | The Singles Collection             | vocais no single "Run From Love"               |
| 1994                    | One Little Indian Records | Spirit Feel                         | Spirit Feel                        | vocais na faixa "Halleluhwah"                  |
| 1996                    | Interpol                  | The Brain featuring Claudia Brücken | "I'll Find A Way"                  | single                                         |
| 1997                    | Landspeed Records         | Oceanhead featuring Claudia Brücken | "Eyemotion"                        | single                                         |
| 19 de fevereiro de 2002 | Hard:Drive                | Apoptygma Berzerk                   | Harmonizer                         | vocais na faixa "Unicorn"                      |
| 7 de abril de 2003      | Gang Go Music             | Blank & Jones                       | Relax                              | vocais na faixa "Unknown Treasure"             |
| 28 de junho de 2004     | There(There)              | Onetwo                              | Item                               |                                                |
| 28 de março de 2005     | There(There)              | Andrew Poppy and Claudia Brücken    | Another Language                   |                                                |
| 3 de outubro de 2005    | Sanctuary Records         | Andy Bell                           | Electric Blue                      | vocais nas faixas "Love Oneself" e "Delicious" |
| 26 de fevereiro de 2007 | There(There)              | Onetwo                              | Instead                            |                                                |